# فلاديمير هيرزوغ
فلاديمير هيرزوغ (27 يونيو 1937 - 25 أكتوبر 1975)، الملقب بفلادو (اختصار كرواتي مُعتاد لاسم فلاديمير) من عائلته وأصدقائه،  كان صحفيًا برازيليًا وأستاذًا جامعيًا وكاتبًا مسرحيًا من أصل كرواتي يهودي وُلد في كرواتيا الحالية. كما طوّر اهتمامًا بالتصوير الفوتوغرافي نتيجة مشاريعه السينمائية. 
كان هيرزوغ عضوًا في الحزب الشيوعي البرازيلي وكان نشطًا في حركة المقاومة المدنية ضد الدكتاتورية العسكرية في البرازيل بين عامي 1964-1985 . في أكتوبر 1975، تعرض هيرزوغ، الذي كان رئيس تحرير قناة TV Cultura آنذاك، للتعذيب حتى الموت على يد الشرطة السياسية للدكتاتورية العسكرية، والتي قامت فيما بعد بتدبير العملية لتبدو انتحارًا.  استغرق الأمر 37 عامًا قبل أن يتم تعديل شهادة وفاته لتقول إنه توفي في الواقع نتيجة للتعذيب على يد الشرطة العسكرية .  كان لوفاته تأثير كبير على المجتمع البرازيلي، حيث كان إيذانًا ببدء موجة من العمل نحو عملية إعادة الديمقراطية والتخلص من الحكم العسكري في البلاد. 